# Botaniska trädgården, Padua
Botaniska trädgården i Padua (Orto Botanico di Padova) är en botanisk trädgård i Padua i norra Italien. Den grundades 1545 och är världens äldsta akademiska botaniska trädgård som fortfarande är på sin ursprungliga plats. Trädgården som hör till Paduas universitet täcker idag omkring 22 000 kvadratmeter och är känd för sina speciella samlingar och historiska design.

## Historia
Paduas trädgård grundades efter överläggningar i Republiken Venedigs senat. Den var avsedd att vara växtplats för medicinalväxter, så kallade "enkla växter" (Orto dei semplici) som producerade naturläkemedel men också hjälpte studenter att kunna skilja på riktiga medicinalväxter från falska.

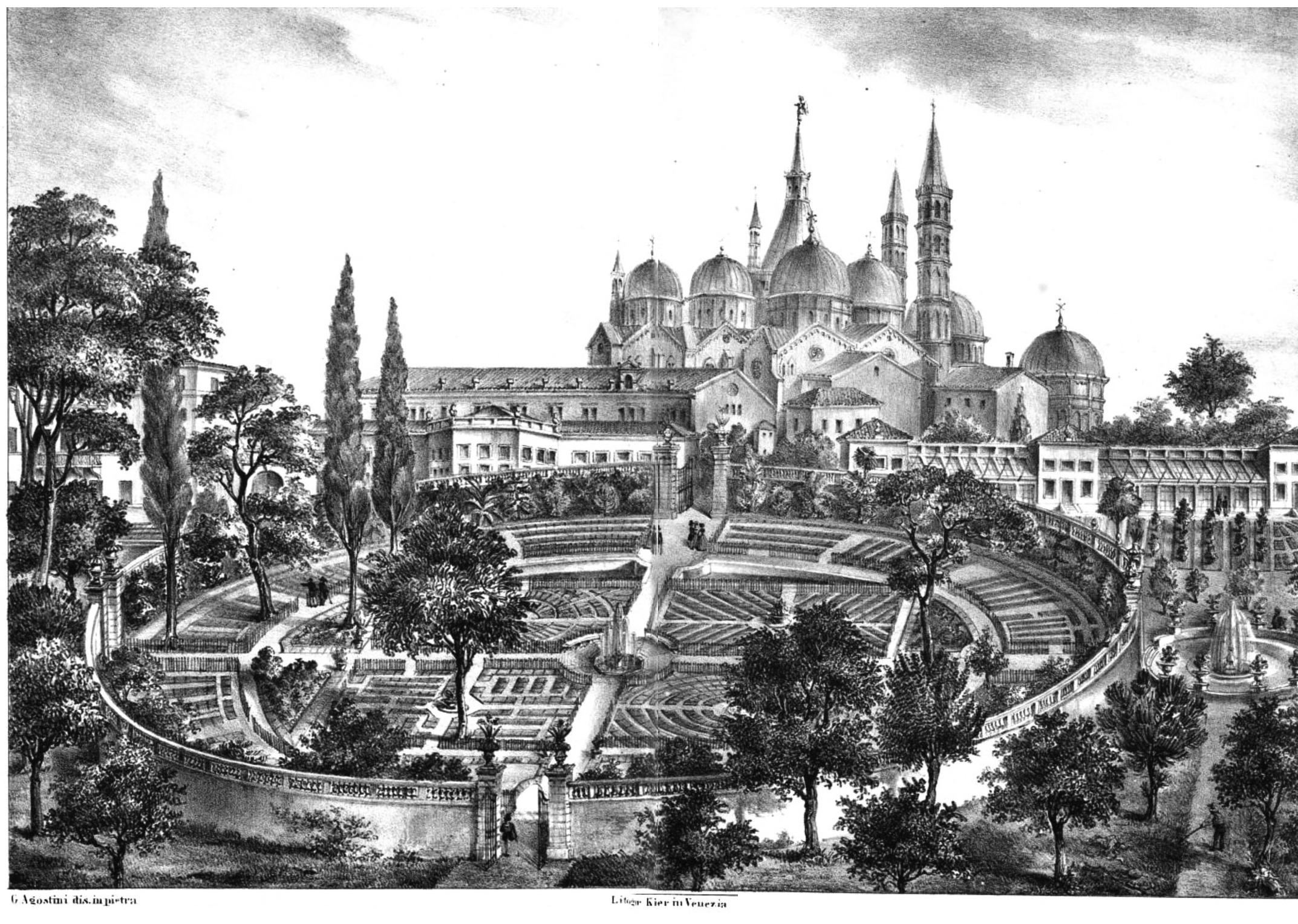
Botaniska trädgården i Padua (eller De enklas trädgård) på ett tryck från 1600-talet; i bakgrunden syns San Antonios basilika.

En cirkulär mur byggdes för att skydda trädgården från de nattstölder som trots hårda straff (böter, fängelse, utvisning) ständigt återkom. Botaniska trädgården berikades ständigt med fler växter från olika platser i världen, särskilt från länder som Venedig idkade handlade med. Därför hade Padua en ledande roll i introduktionen och studiet av många exotiska växter samt ett herbarium, ett bibliotek och flera laboratorier som gradvis lades till stadens botaniska trädgård.
För närvarande finns botaniska trädgården till för intensiv didaktisk verksamhet liksom viktig forskning som bedrivs på dess marker. Den är också engagerad i bevarande av många sällsynta arter. 1997 blev botaniska trädgården ett världsarv utifrån följande kriterier:
| ” | Botaniska trädgården i Padua är originalet av alla botaniska trädgårdar i hela världen och representerar vetenskapens födelse, utifrån vetenskapligt utbyte och förståelsen för förhållandet mellan natur och kultur. Den har gjort ett betydande bidrag för utvecklandet av många moderna vetenskapsgrenar såsom botanik, medicin, kemi, ekologi och farmakologi. | „ |

## Arkitektur
Den botaniska trädgårdens design brukar tillskrivas Andrea Moroni, som skapade några av Paduas viktigaste offentliga monument, såsom Basilica of Santa Giustina i Prato della Valle, stadshuset och universitet under första halvan av 1500-talet. Den verkliga arkitekten var dock Daniele Barbaro, en venetiansk adelsman som hade ett brett kunnande och översatte Vitruvius' De Architectura.
Hans förebild var medeltidens Horti Conclusi, (slutna trädgårdar) och märkte arkitekturen med ett perfekt mönster med en kvadrat inom en cirkel, delad i fyra delar och två passager orienterade enligt väderstrecken. Botaniska trädgården invigdes 1545 och användes som ett lärocenter av Universitet i Padua året därpå.
Nuvarande utseendet på huvudpalatset går tillbaka till 1600- och 1700-talen. I slutet av 1500-talet, berikades trädgården med många fontäner som fick sitt vatten genom en hydrofor för att säkerställa god bevattning. 1704 byggdes de fyra portarna och portgångarna utsmyckade med stora Akroterion (ornament) i röd sten, dekorerade med växter av smidesjärn. Under första halvan av 1700-talet förfinades muren längs på utsidan med en balustrad gjord av Istriensten på vilka vaser och halvlängdsporträtt med större personligheter placerades. En staty av Theophrastus sattes upp vid sidan om södra porten, liksom en staty av Salomo (signerad av Antonio Bonazza), lokal punkt för östra porten samt de fyra säsongernas fontän, som berikades med 1700-talsporträtt gjorda av Carraramarmor. Första halvan av 1800-talet byggdes ett växthus och en botanisk teater samt halvlängdsporträtt av framstående botanister såsom Carl von Linné som placerades på kornischen. Ett av växthusen har ännu kvar dessa historiska bågar och små gjutjärnskolonner.
I trädgården finns även tre solur: ett kubiskt, ett cirkelformat och ett cylindriskt. På insidan, är fyra sluttande fält indelade i olika blomrabatter. I mitten finns en bassäng för vattenväxter som får sitt vatten från en kontinuerlig stråle med varmt vatten från ett vattenbärande lager 300 meter under marknivån i trädgården.

## Träd

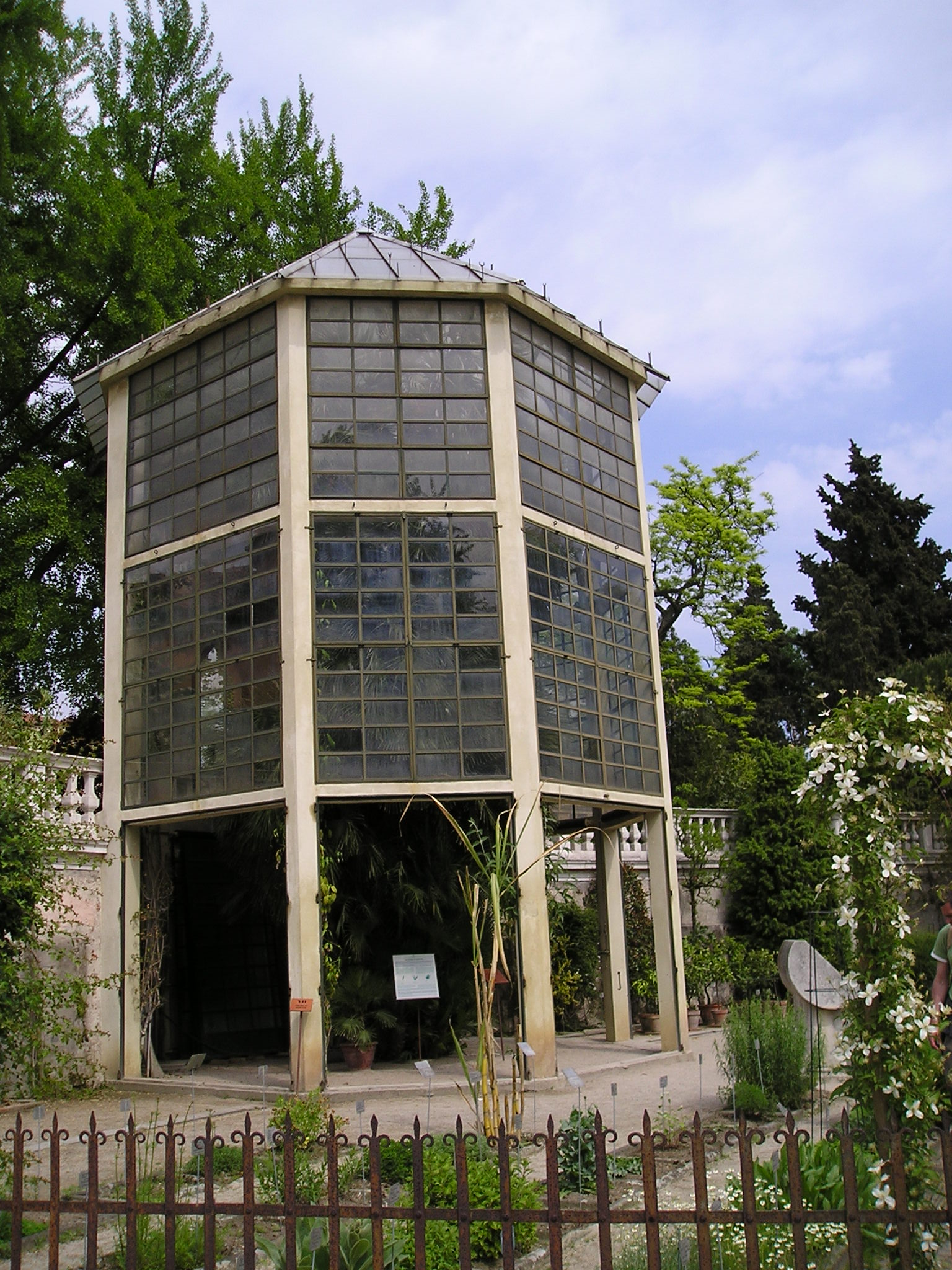
The "Goethe palm" greenhouse.

Fram till  1984, framhöll gärna botaniska trädgården sitt träd Vitex agnus-castus (kyskhetsträd) som daterade sig till åtminstone 1550. Idag är den äldsta växten en palm som planterades 1585, kallad "Goethepalmen", då poeten refererade till denna palm i sin essä "The Metamorphoses of Plants"; detta träd finns i ett växthus inne inom Ortus Sphearicus, där det också finns en ginkgo och en magnolia från mitten av 1700-talet, som anses vara de äldsta av sitt slag i Europa. Ett jättelikt träd av platansläktet på utsidan av trädgårdens Arboretum är från 1680; den har en ihålig stam efter en blixtnedslag. I Arboretumet finns även en delad stam efter en alm som dog 1991, med årsringarna markerade.

## Samlingar
På grund av brist på växthus är växterna i huvudsak utomhus. Sextusen olika växter odlas och ordnas enligt taxonomiska, utilitaristiska, ekologiskt och miljömässiga samt historiska standarder. Den systematiska samlingen är koncentrerad i de fyra stora centrala blomrabatterna. Av de utilitaristiska samlingarna, är medicinalväxter mest betydelsefulla. De är klassificerade enligt Englers taxonomi, baserad på den fylogenetiska släktskapet mellan familjerna. Varje växt är märkt med sitt vetenskapliga namn och sina främsta terapeutiska egenskaper. En samling giftiga växter har nyligen inrättats med didaktiska syften: många av dessa hittas även bland medicinalväxterna då de i lagom mängder kan bota illamående och sjukdomar.
Botaniska trädgårdens samlingar omfattar:
- Insektsätande växter: som växter i kvävemagra jordar, dessa växter använder protein, från små insekter de fångar in med sina löv, för att överleva.
- Medicinalväxter och giftiga växter: växterna representerar det ursprungliga syftet med trädgården.
- Växter från Colli Euganei och regionen Triveneto: en samling representativa växter från Colli Euganei och området som omger trädgården. Det finns också en avdelning tillägnad insamlandet, bevarandet och studerandet av utrotningshotade växter.
- Köttätande växter
- Orkidéer
- Vattenväxter
- Alpina växter
- Medelhavsväxter

## Habitat
- Medelhavets buskskog: har typisk kustvegetation från Medelhavsområdet, ett klimat som kännetecknas av varma somrar och milda vintrar. En ogenomtränglig snårskog är sammansatt av tjocka vintergrön undervegetation och träd samt många klätterväxter, ofta taggiga.
- Alpina trädgården: ett typiskt alpint klimat, ovan skogsgränsen. Kännetecknas av områden med steniga grusmarker som hålls ihop av växtrötter, buskar och små vridna träd såsom mughotall och lågväxta enbuskar.
- Sötvattenshabitat: vattenväxter som växer här i många tankar.
- Kaktusväxter: ett rekonstruerat ökenhabitat (under vår och sommar).
- Orkidéväxthus: varma fuktiga mikro-habitat som gör det möjligt att odla tropiska skogsväxter.